# TSR Góra Jarmuta
TSR Góra Jarmuta – telewizyjna stacja retransmisyjna z wieżą o wysokości 33 m, znajdująca się w Szczawnicy, zlokalizowana jest na górze Jarmuta. Właścicielem obiektu jest Emitel.
22 kwietnia 2013 została zakończona emisja programów telewizji analogowej. Tego samego dnia rozpoczęto nadawanie sygnału trzeciego multipleksu w ramach naziemnej telewizji cyfrowej, do której obiekt został dostosowany w dużej mierze wysiłkiem społecznym.

## Transmitowane programy

### Programy telewizyjne – cyfrowe
| Nazwa multipleksu | Częstotliwość | Kanał | Moc promieniowana nadajnika | Polaryzacja | Kompresja wizji |
| ----------------- | ------------- | ----- | --------------------------- | ----------- | --------------- |
| MUX 3             | 578,00 MHz    | 34    | 1 kW                        | pozioma     | MPEG-4          |

## Nienadawane analogowe programy telewizyjne
| LP | Program | Właściciel            | Częstotliwość | Kanał | Moc nadajnika | Polaryzacja | Data wyłączenia nadajnika |
| -- | ------- | --------------------- | ------------- | ----- | ------------- | ----------- | ------------------------- |
| 1  | TVP1    | Telewizja Polska S.A. | 199,25 MHz    | 9     | 0,05 kW       | pozioma     | 22 kwietnia 2013          |
| 2  | TVP2    | Telewizja Polska S.A. | 487,25 MHz    | 23    | 0,10 kW       | pozioma     | 22 kwietnia 2013          |